# Lista światowego dziedzictwa UNESCO w Serbii
Lista światowego dziedzictwa UNESCO w Serbii – lista miejsc i obiektów w Serbii wpisanych na listę światowego dziedzictwa UNESCO, ustanowioną na mocy Konwencji w sprawie ochrony światowego dziedzictwa kulturowego i naturalnego, przyjętą przez UNESCO na 17. sesji w Paryżu 16 listopada 1972 i ratyfikowaną przez Serbię 11 września 2001 roku.
Obecnie (stan na 2023 rok) na liście znajduje się 5 obiektów o charakterze dziedzictwa kulturowego.
Na serbskiej liście informacyjnej UNESCO – liście obiektów, które Serbia zamierza rozpatrzyć do zgłoszenia do wpisu na listę światowego dziedzictwa – znajduje się 11 obiektów (stan na 2023 rok).

## Obiekty na liście światowego dziedzictwa UNESCO
Poniższa tabela przedstawia serbskie obiekty na liście światowego dziedzictwa UNESCO:
Nr ref. – numer referencyjny UNESCO;
Obiekt – polskie tłumaczenie nazwy wpisu na liście wraz z jej angielskim oryginałem;
Położenie – miasto, okręg; współrzędne geograficzne;
Typ – klasyfikacja według Komitetu Światowego Dziedzictwa:
- kulturowe (K)
- przyrodnicze (P)
- kulturowo–przyrodnicze (K,P)

Rok wpisu – roku wpisu na listę i rozszerzenia wpisu;
Opis – krótki opis obiektu wraz z informacjami o jego zagrożeniu.
     Wpisy transgraniczne
     † zagrożone
| Nr ref. | Obiekt                                                                                         | Zdjęcie | Położenie | Typ               | Rok       | Opis |
| ------- | ---------------------------------------------------------------------------------------------- | ------- | --- | ----------------- | --------- | --- |
| 1253    | Pałac Galeriusa w mieście Gamzigrad Gamzigrad-Romuliana, Palace of Galerius                    |         | Okręg zajeczarski 43°53′57,5″N 22°11′10,0″E/43,899306 22,186111 | K (iii)(iv)       | 2007      | Zespół budowli wzniesionych na przełomie III i IV wieku przez cesarza Galeriusza. Stanowisko archeologiczne obejmuje m.in.: ufortyfikowany pałac cesarski, świątynie oraz mauzoleum cesarza i jego matki. |
| 724     | Średniowieczne zabytki Kosowa Medieval Monuments in Kosovo                                     |         | Terytorium Kosowa 42°32′49,0″N 20°15′59,0″E/42,546944 20,266389 42°35′54,5″N 21°11′36,2″E/42,598472 21,193389 42°12′41,7″N 20°44′09,0″E/42,211583 20,735833 42°39′40,2″N 20°15′56,2″E/42,661161 20,265619 | K (ii)(iii)(iv)   | 2004 2006 | Wpis na listę dziedzictwa UNESCO obejmuje 4 średniowieczne zabytki sakralne: Monaster Visoki Dečani, Monaster Gračanica, Cerkiew Bogurodzicy w Prizrenie oraz Monaster Peć. W 2004 roku obiekt został wpisany na listę zagrożonego dziedzictwa.                                                                                                |
| 96      | Zabytkowe miasto Ras z monastyrem Sopoćany Stari Ras and Sopoćani                              |         | Okręg raski 43°07′42,0″N 20°24′56,0″E/43,128331 20,415561 43°07′05,0″N 20°22′26,0″E/43,118061 20,373889                                                                                                   | K (i)(iii)        | 1979      | Stari Ras było pierwszą stolicą państwa serbskiego Raszki. Znajdowało się niedaleko granicy z Cesarstwem Bizantyńskim. Sopoćani jest monastyrem, w którym znajduje się mauzoleum Stefana Urosza I. |
| 1504    | Stećci – średniowieczne cmentarze z kamiennymi nagrobkami Stećci Medieval Tombstone Graveyards |         | Okręg zlatiborski | K (iii)(vi)       | 2016      | Kamienne nagrobki pochodzące z późnego średniowiecza. W większości są zrobione z wapienia, serpentynów, łupków, zlepieńców lub tufu. Zawierają one szeroką gamę motywów dekoracyjnych i inskrypcji, które reprezentują ciągłości ikonograficzne średniowiecznej Europy. Wpis transgraniczny z Bośnią i Hercegowiną, Chorwacją oraz Czarnogórą. |
| 389     | Monaster Studenica Studenica Monastery                                                         |         | Okręg raski 43°29′11,6″N 20°31′53,8″E/43,486556 20,531611 | K (i)(ii)(iv)(vi) | 1986      | Klasztor prawosławny założony w XII wieku przez żupana Stefana Nemanię. Jest to największy klasztor w Serbii. Jego dwa główne zabytki: cerkiew Bożej Bogurodzicy oraz cerkiew królewską zdobią freski w stylu bizantyjskim z XIII i XIV wieku.                                                                                                 |

## Obiekty na serbskiej liście informacyjnej UNESCO
Poniższa tabela przedstawia serbskie obiekty na liście informacyjnej UNESCO:
Nr ref. – numer referencyjny UNESCO;
Obiekt – polskie tłumaczenie nazwy wpisu na liście informacyjnej wraz z jej angielskim oryginałem;
Położenie – miasto, okręg; współrzędne geograficzne;
Typ – klasyfikacja według Komitetu Światowego Dziedzictwa:
- kulturowe (K)
- przyrodnicze (P)
- kulturowo–przyrodnicze (K,P)

Rok wpisu – roku wpisu na listę informacyjną;
Opis – krótki opis obiektu wraz z informacjami o jego zagrożeniu.
| Nr ref. | Obiekt | Zdjęcie | Położenie                                                       | Typ                | Rok  | Opis |
| ------- | --- | ------- | --------------------------------------------------------------- | ------------------ | ---- | --- |
| 1693    | Park Narodowy Đerdap Djerdap National Park                                                                       |         | Okręg borski 44°26′00″N 22°06′00″E/44,433333 22,100000          | P (vii)(x)         | 2002 | Powierzchnia parku narodowego wynosi 637,87 km². Na jego terenie znajduje się Żelazna Brama oraz stanowisko archeologiczne Lepenski Vir.                                                                                                  |
| 1695    | Specjalny rezerwat przyrody Deliblato Sands The Deliblato Sands Special Natural Reserve                          |         | Okręg północnobanacki 44°53′01″N 21°05′33″E/44,883611 21,092500 | P (viii)(ix)(x)    | 2002 | Piaszczyste pustkowie o statusie rezerwatu przyrody. Jest to największy obszar półpustynny w Europie. Jego powierzchnia wynosi około 300 km².                                                                                             |
| 1697    | Park Narodowy Szar Płanina Mt. Sara National Park                                                                |         | Terytorium Kosowa 42°10′28″N 20°57′41″E/42,174444 20,961389     | P (vii)(x)         | 2002 | Park znajduje się w górach Szar Płanina i zajmuje obszar ok. 532 km². Na terenie parku zidentyfikowano ponad 1500 gatunków roślin naczyniowych z czego ok. 300 to endemity.                                                               |
| 1698    | Park Narodowy Tara z kanionem rzeki Drina The Tara National Park with the Drina River Canyon                     |         | Okręg zlatiborski 43°50′52″N 19°27′57″E/43,847778 19,465833     | P (x)              | 2002 | Park Narodowy został utworzony w 1981 roku i obejmuje obszar ok. 20 000 ha. Przez teren parku przepływa rzeka Drina. |
| 1700    | Naturalny punkt orientacyjny Đavolja Varoš The Djavolja Varos (Devil's Town) Natural Landmark                    |         | Okręg toplicki 42°59′35″N 21°24′09″E/42,993056 21,402500        | P (vii)            | 2002 | Zespół form skalnych położonych w południowej Serbii. Składa się z 202 stożkowatych kolumn o wysokości 2–15 m i średnicy 0,5–3,0 m. |
| 5536    | Ufortyfikowany Klasztor Manasija Fortified Manasija Monastery                                                    |         | Okręg pomorawski 44°06′02″N 21°28′10″E/44,100556 21,469444      | K (i)(ii)(iv)(vi)  | 2010 | Klasztor został założony w latach 1406–1418. Jest otoczony masywnymi murami i wieżami. W 1979 roku został wpisany do rejestru zabytków.                                                                                                   |
| 5537    | Negotyńskie Piwnice Negotinske Pivnice                                                                           |         | Okręg borski 44°13′00″N 22°31′00″E/44,216667 22,516667          | K (iii)(iv)(v)(vi) | 2010 | Piwnice w obszarze Negotin pochodzące z XIX wieku. Były one wykorzystywane do przetwarzania winogron na wino i brandy. |
| 5538    | Twierdza Smederevo Smederevo Fortress                                                                            |         | Okręg podunajski 44°40′11,0″N 20°55′40,1″E/44,669717 20,927803  | K (iv)(v)          | 2010 | Jedna z największych fortec w południowo–wschodniej Europie. Została wybudowana w 1427 roku. W 1459 roku twierdza znalazła się w rękach Turków Osmańskich.                                                                                |
| 5539    | Caričin Grad – Iustiniana Prima, stanowisko archeologiczne Caričin Grad – Iustiniana Prima, archaeological site  |         | Okręg jablanicki 42°57′11,7″N 21°40′11,9″E/42,953247 21,669972  | K (ii)(iii)        | 2010 | Miasto istniejące w latach 535–615 i należące do Cesarstwa Bizantyjskiego. Zostało wybudowane przez cesarza Justyniana I Wielkiego. Niecałe 100 lat po założeniu miasto opustoszało.                                                      |
| 6386    | Krajobraz kulturowy Bač i okolic Cultural landscape of Bač and its surroundings                                  |         | Okręg południowobacki 45°23′00″N 19°14′00″E/45,383333 19,233333 | K (ii)(iii)(v)     | 2019 | Miasto Bač posiada budynki wybudowane w XII wieku. Są one wybudowane w stylu romańskim, gotyckim, renesansowym, bizantyjskim oraz islamskim. Obszar ten jest zamieszkiwany przez Chorwatów, Rumunów, Romów, Serbów, Słowaków oraz Węgrów. |
| 6475    | Granice Cesarstwa Rzymskiego – Limes Dunajski (Serbia) Frontiers of the Roman Empire – The Danube Limes (Serbia) |         |                                                                 | K (ii)(iii)(iv)    | 2020 | Wpis na listę informacyjną obejmuje rzymskie umocnienia graniczne wzdłuż Dunaju. Znajdują się one na terytorium Bułgarii, Chorwacji, Rumunii oraz Serbii.                                                                                 |